# 사마흔
사마흔(司馬欣, ? ~ 기원전 204년)은 중국 진말한초 시기의 무장이자 서초(西楚)의 분봉왕이다. 거록 대전 이후 항우에게 항복했고 장한, 동예와 삼진왕(三秦王)으로 봉해져 한왕 유방을 견제했으나, 유방의 공격을 받고 자결했다.

## 사적
진(秦)의 약양옥연을 지내던 중에 항량을 생포했는데 기옥연 조구의 청탁을 받아 항량을 숨겨줬다.
후에 진(秦)의 장사를 지냈고, 기원전 209년 진승과 오광이 진승·오광의 난을 일으키자 진에서 이를 진압하도록 파견한 장한을 따라 각지를 전전했다. 장함이 항우에게 수차 패하자 진 이세황제는 장함을 여러 번 꾸짖었고 장함은 두려워서 사마흔을 함양으로 보내 원병을 청했으나 사마흔은 승상 조고를 만나지 못하고 두려워해 달아나 조고의 추격을 뿌리쳐 장함에게 돌아가 항우에게 항복하라고 권했다. 항우는 장함을 옹왕으로 봉하고 사마흔은 진군의 상장군으로 삼았다. 항우가 항복한 진군을 몰살할 때에 장한, 동예와 함께 살아남았다. 옛날에 항량을 살려줬고 장함을 항복하게 권한 사정이 항우에게 공적으로 인정되어, 기원전 206년 항우가 제후들을 분봉할 때에 관중 지방을 장함, 동예와 함께 나누어 받아 새왕으로 봉해졌다. 새나라의 봉토는 구 진의 함양 이동에서 황하까지 미쳤으며, 서울은 지금의 시안시 옌량구에 있는 약양(櫟陽)에 두었다.
한왕 원년(기원전 206년), 한왕 유방이 관중으로 쳐들어왔다. 한왕의 장수 한신의 공격으로 옹왕 장함이 폐구성에 갇히고 옹의 거의 모든 판도가 한에 넘어가면서, 8월에 자신도 한나라 장수 관영의 공격을 받아 약양성이 함락되어 유방에게 투항했다. 이달에 적왕 동예도 마찬가지로 한나라의 공격을 받아 사마흔처럼 투항했다. 유방은 새나라를 폐하고 옛 새나라 판도에 후에 경조윤의 관할 구역이 되는 위남군과 후에 좌풍익의 관할 구역이 되는 하상군을 설치해 한군으로 편입했다.
기원전 205년, 팽성 대전에서 유방이 항우에게 격파되자 적왕 동예와 함께 항우에게 항복했다. 한왕 4년 10월(기원전 204년), 항우가 해춘후·대사마 조구에게 성고를 지키게 하고 자신은 팽월을 치러 출진했는데 한 측이 한 도발에 넘어간 조구가 출진해 사수를 건너다가 한군에게 공격받아 참패해 자결할 때 새왕 흔도 장사 예(翳)와 함께 자결했다. 11월, 유방이 부상을 치료하려 관중으로 돌아가면서, 한에서는 사마흔의 머리를 약양의 저자에 효수했다. 약양은 옛 사마흔의 나라 새나라의 서울이자 또 당시 한나라의 서울이었다.